# Lleida Esportiu
Lleida Esportiu (Club Lleida Esportiu) – hiszpański klub piłkarski z siedzibą w Lleida. Założony w 2011 roku klub gra w Segunda División B.

## Historia
W maju 2011 roku został rozwiązany UE Lleida, z powodu długów sięgających ponad 27 milionów. Na aukcji prawa do klubu kupił Sisco Pujol, który stworzył zespół o nowej nazwie Club Lleida Esportiu. Lleida Esportiu zajęło miejsce dawnego klubu. Od sezonu 2011/12 zaczęło swoją przygodę w rozgrywkach Segunda División B.

## Sezon po sezonie
| Sezon   | Liga               | Miejsce   | Puchar Króla |
| ------- | ------------------ | --------- | ------------ |
| 2011/12 | Segunda División B | 7 miejsce | 1 runda      |
| 2012/13 | Segunda División B | 4 miejsce | 2 runda      |
| 2013/14 | Segunda División B | 3 miejsce | 1/32         |
| 2014/15 | Segunda División B | 5 miejsce | 3 runda      |
| 2015/16 | Segunda División B |           | 3 runda      |

## Osiągnięcia
- 5 sezonów w Segunda División B